# ステラ・ヴァンデ
ステラ・ヴァンデ（フランス語: Stella Vander、1950年12月12日 - ）は、フランスの女性歌手である。1960年代にイエイエ（Yé-Yé）歌手としてデビューしたのち、1970年代にマグマに加入した。

## 経歴

### デビューまで（ステラ時代）
ステラ・ヴァンデは、1950年12月12日生まれで、本名をステラ・ゼルセー（Stella Zelcer）と言った。両親はユダヤ人。ステラは1960年代に歌手としてデビュー、叔父のモーリス・コロンスリュプ（Maurice chorenslup）の音楽を元に、イエイエをパロディ化した歌を書いていたという。その当時は単にファースト・ネームのみでステラと名乗っていた。初めての45回転盤の録音は13歳の時で、これが評判となり、5年の間に12枚ほどのレコードを録音したというが、ステラ名義の活動は1969年で終わりを迎える。

### 70年代（マグマ加入）
1970年代の初め、ドラマーのクリスチャン・ヴァンデと結婚し、マグマに加入、バンドの女声ボーカルとして現在に至るまで在籍する（娘のジュリー出産時のみマグマでの活動を一時休止している）。マグマでのコバイア語名は「Organïk Kommandeür」。バンド活動の他、1978年には、フランス・ギャルのショー「Made in France」にコーラスとして参加している。80年代のマグマの活動休止後は、ソロ活動の他、クリスチャン・ヴァンデの新バンド、オファリングにも加入するなど、一貫して彼と活動を共にしている。

### ソロ活動（ステラ・ヴァンデ名義）
1991年、子供時代以来初のアルバム『D'épreuves d'amour』を発表、これにはクリスチャン・ヴァンデやオファリングのミュージシャンが参加している。アルバムには、ジャズ・スタンダード・ナンバーの「ネイチャー・ボーイ (Nature Boy)」が収録されている。
また、ピアニストのリディア・ドマンシッチ（Lydia Domancich）のカルテットに参加し、2枚のアルバムを制作しているほか、パトリック・ゴーティエ（Patrick Gauthier、ex.マグマ）やピエール＝ミッシェル・シヴァディエ（Pierre-Michel Sivadier）と言ったピアニストや、ベルトラン・ビネ（Bertrand Binet）やアレックス・フェラン（Alex Ferrand）といったギタリスト、シモン・グベール（Simon Goubert）やミッシェル・アルトマイエ（Michel Altmayer、トロール）といったドラマー、Odeurs de Ramon Pipinといったグループ、フレデリック・ブリエ（Frédéric Briet）といったベーシストとも共演している。
再婚相手のフランシス・リノンと共同で、セブンスレコードを1990年に設立、また2002年にはEx-Tensionというレーベルも設立している。リノンとの間には息子・マーカスが生まれ、彼は現在、マグマのPAやDVD編集を担当してる。

## ディスコグラフィ

### アルバム
- Stella (1967年 RCA Victor) ※ステラ名義
- D'épreuves d'amour (1991年 Seventh A-VIII)
- Pourquoi pas moi (1997年 Magic records) ※コンピレーション（CD2枚組40曲収録。1963年-1968年）
- Le cœur allant vers (2004年 Ex-Tension) ※ソフィア・ドマンシッチ（Sophia Domancich）との共作
- 『パサージュ・ドゥ・ノール・ウエスト: パリ'91』 - Passage du Nord Ouest (2011年 Seventh AKT XVII)  ※ライブ・アルバム

### 45回転EP
- "Douée pour la récré - Vingt ans / Les parents twist - Pourquoi pas moi" (1963年 Vogue EPL-8137)
- "La surprise est partie - C'est chanter que je préfère / Tu peux rire - Quelle tête il aura" (1964年 Vogue EPL-8236)
- "J'veux pas savoir - Nouvelle vague blues / Enfant de saloon - Je te rends mon sablier" (1964年 Vogue EPL-8278)
- "Adieu micro, bonjour sillon - Caramels et bretzels / Le vieux banjo - Ma fille, d'où viens-tu ?" (1965年 RCA Victor 86.098)
- "J'achète des disques américains - Pourquoi je chante / La vieille chanson d'amour - La flemme" (1966年 RCA Victor 86.126)
- "Un air du folklore auvergnat - Tu dis toujours oui / Gaspard - Pauvre Figaro" (1966年 RCA Victor 86.141)
- "Si vous connaissez quelque chose (...) - Pas de chansons sur les vacances / Cauchemar autoprotestateur - Beatniks d'occasion" (1966年 RCA Victor 86.171)
- "Tout va bien - Je ne peux plus te voir en peinture / Le silence - J'aurais voulu" (1967年 RCA Victor 86.195)
- "Carnet de balles - Duo du Sacré-Cœur / Poésie 1967 - Je ne me reconnais plus dans la glace" (1967年 RCA Victo 87.015)

### 45回転シングル
- "Vous devriez avoir honte / Pauvre cloche" (1968年 RCA Victor 49.024)
- "Les vieux saucissons / Trempe tes pieds dans le Gange" (1968年 CBS 3580)
- "Stella et Valérie / L'amour quand on y pense" (1968年 CBS 3864)